# 부여 당 유인원 기공비
부여 당 유인원 기공비(扶餘 唐 劉仁願 紀功碑)는 충청남도 부여군 국립부여박물관에 있는 신라시대의 비석이다. 1963년 1월 21일 대한민국의 보물 제21호로 지정되었다.
신라 문무왕 3년(663)에 당나라 장수 유인원(劉仁願)의 공적을 기리기 위해 세운 비이다.

## 개요
당나라 장수 유인원(劉仁願)의 공적을 기리기 위해 세운 비석이다. 부소산에 세 조각으로 깨진 채 흩어져 있던 것을, 그 자리에 비각을 세워 복원해두었다가 해방 후 국립부여박물관으로 옮겨 놓았다. 비는 몸돌의 앞면이 조금 깨어져 나갔고, 머릿돌도 부분적으로 깨어져 있으며, 비문은 몸돌 앞·뒷면에 새겨져 있으나 심하게 닳아 있어서 알아보기가 힘들다.
비몸돌과 머릿돌은 하나의 돌로 이루어져 있는데, 머리부분은 각이 없이 둥글다. 특히 머릿돌은 여섯 마리의 용조각이 매우 사실적인데, 좌우 양 쪽에서 세 마리씩의 용이 올라가 서로의 몸을 휘감고 중앙에 있는 여의주를 서로 다투고 있다. 이는 당나라 전기의 화려한 수법을 보여주는 부분이기도 하다.
비문은 유인원의 가문과 생애 두 부분으로 되어 있는데, 그의 생애에 대한 부분은 주로 그가 당나라 태종에 의해 발탁된 이후의 활동상을 적고 있다. 그는 645년 당 태종이 고구려를 공격할 때 공을 세웠으며, 660년에 소정방과 더불어 백제를 공격하여 멸망시킨 뒤 백제 유민들의 부흥운동도 평정하였다. 그 이후의 행적은 비문이 지워져 더 이상 알 수 없다.
『대동금석서(大東金石書)』에서는 이 비문을 유인원이 썼다고 하고 있으나, 이 설은 받아들여지지 않고 있다. 
비가 세워진 시기는 통일신라 문무왕 3년(663)으로 부여 정림사지 오층석탑(국보 제9호)에 비문을 새긴지 3년 후이다. 비록 당나라 장수의 공적비이기는 하지만 비문 중에 의자왕과 태자 및 신하 700여 명이 당나라로 압송되었던 사실과 백제 부흥운동의 중요 내용, 폐허가 된 도성의 모습 등이 기록되어 있어 당시의 상황을 아는데 도움이 되고 있다. 

## 사진

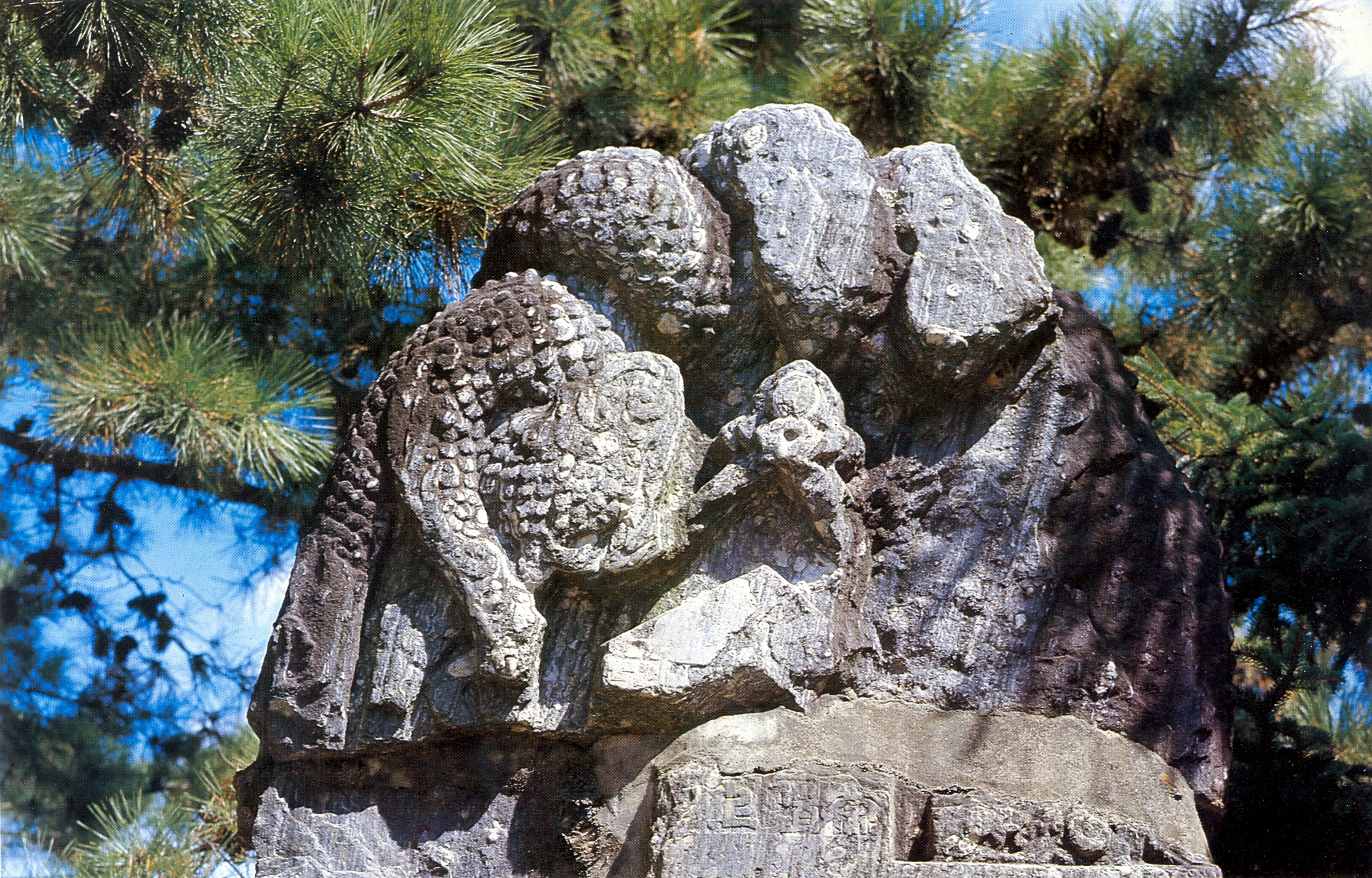
이수(비석의 머리 부분)

## 참고 자료
- 부여 당 유인원 기공비 - 국가유산청 국가유산포털